# 日立産機システム
株式会社日立産機システム（ひたちさんきシステム、英: Hitachi Industrial Equipment Systems Co.,Ltd.、略称：日立産機）は、日本の産業用電気機械メーカー。

## 概要
モータ、ポンプ、制御機器、圧縮機、変圧器、インクジェットプリンタ、クリーンルーム関連機器など各種産業機器ならびにシステムの製造、販売、保守・サービス、システムソリューションを行っており、主な事業分野として「省エネ・高効率機器・設備」「エコ・エネルギーシステム」「エンジニアリング」「保守・サービス」の4つを展開している。
空気圧縮機やモーターなどの産業機器事業を展開する日立産機システムは、プロダクトのノウハウや、IoT（モノのインターネット）に対応したコネクテッドプロダクトなどの制御技術を強みとしており、搬送・組み立て工程を中心としたロボティクスソリューション事業を展開している。
日立製作所は2021年度を最終年度とする3年間の中期経営計画グループ再編に伴い、2016年4月、産業機器事業の再編について、グループに散らばっている工場向けの受変電配電機器を全額出資の日立産機システムに集約すると発表。その一環として、工場の動力源となる空気圧縮機も、日立製作所本体と日立産機システムで重複していたため、日立産機システムに一本化する。
2018年4月3日、東京・大手町の経団連会館で開かれた「第47回日本産業技術大賞」贈賞式にて、日立製作所と日立産機システムが開発した「アモルファスモーター一体型オイルフリースクロール圧縮機」が最高位の内閣総理大臣賞に選ばれた。

## 事業所
- 本社：東京都千代田区
- 国内製造拠点（工場）：習志野事業所（千葉県習志野市）、中条事業所（新潟県胎内市）、勝田事業所（茨城県ひたちなか市）、清水事業所（静岡県静岡市）、相模事業所（神奈川県綾瀬市）、土浦事業所（茨城県土浦市）、多賀事業所（茨城県日立市）
- 国内営業拠点：10カ所
- 国内サービス拠点：30カ所
- 海外拠点（工場・販売）：20カ所

## 主要事業
- 産業電機の製造
- 販売、保守・サービス
- システムソリューション

## 沿革
- 1907年 - 東京佃島に久原鉱業所の付帯事務所が、東京佃島機械製作所として発足（のちの亀戸工場）。
- 1920年 - 日立工場とともに久原鉱業所から分離独立し、日立製作所、亀戸工場を設立。
- 1932年 - 日立製作所に商品部が発足。
- 1939年 - 日立製作所が多賀工場を設立。
- 1943年 - 亀戸工場から小型圧縮機を移管し、亀有工場清水分工場が発足。
- 1944年 - 亀有工場から分離独立し、清水工場が発足。
- 1950年 - 日立製作所から同社出資の大阪日立サービスステーションが分離独立。
- 1952年 - 日立製作所に商品事業部が発足。
- 1962年 - 亀戸工場からモータ・制御装置部門を移転し、亀戸工場習志野分工場が発足。
- 1963年 - 亀戸工場から分離独立し、習志野工場が発足。日立製作所に東京商品営業所から同社出資の東京モートルサービスが分離独立。
- 1971年 - 清水工場（空圧製品部門）が神奈川県海老名市に工場移転。
- 1974年 - 亀戸工場から移転し、中条工場が発足。
- 1998年 - 空圧製品部門が清水に工場移転。
- 1999年 - 日立製作所に産業機器グループが発足。
- 2000年 - 産業機器グループ習志野事業所から、製造機能を日立ドライブシステムズに分社。産業機器グループ中条事業所から、製造機能を日立中条テクノロジーに分社。
- 2002年 - 日立製作所、産業機器グループと関連営業部門、日立ドライブシステムズ、日立中条テクノロジー、日立東サービスエンジニアリング、日立西サービスエンジニアリングが合併し、日立産機システムが誕生。
- 2003年 - 中国南京市に南京日立産機有限公司を設立。
- 2005年 - 日立ホーム&ライフソリューション（現・日立グローバルライフソリューションズ、旧・多賀工場）からホイスト、モートルブロック、産業用インクジェットプリンタ事業を移管。
- 2007年 - 日立プラントテクノロジーから海老名事業所を当社に事業移管。
- 2009年 - 日立製作所がオートモティブシステムグループ相模事業所を当社空圧システム事業部に移管。日立銭電(杭州)変圧器有限公司を設立。日立製作所から相模事業所を移管。
- 2011年 - ドイツにHitachi Drives & Automation GmbH.を設立。
- 2012年 - イタリアにHitachi Drives & Automation(Italy)S.r.l.を設立。
- 2014年 - Hitachi Industrial Equipment Mexico,S.A. de C.V.を設立。
- 2015年 - 米国マーキング販社買収。ミャンマーにHitachi Soe Electric & Machinery Co.,Ltd.を設立。
- 2016年 - 日立製作所から産業分野向け受変電制御機器事業の設計・製造・品質保証部門、及び大型空気圧縮機事業の設計・製造・品質保証・販売・アフターサービス部門を会社分割により移管。日立パワーソリューションズの受変電制御機器事業の設計・製造・品質保証・販売部門を会社分割により移管。
- 2019年 - 日立製作所から33kVを超える特別高圧の産業分野向け受変電設備の販売およびエンジニアリング部門を移管。東京海上キャピタルからケーイーシーの全株式を取得し、子会社化。